# ルーカス・オイル・スタジアム
ルーカス・オイル・スタジアム（英語: Lucas Oil Stadium）は、アメリカ合衆国インディアナ州インディアナポリスにある多目的開閉式ドームスタジアム。アメリカンフットボールの他、サッカーやバスケットボールの試合が開催される。隣接しているインディアナ・コンベンションセンターとは地下通路で接続されている。2008年に完成。
NFLのインディアナポリス・コルツのほか、USLチャンピオンシップに所属するインディ・イレブンの本拠地であり、ビッグ・テン・フットボール・チャンピオンシップ・ゲームの開催地でもある。また、モトクロスの選手権としてAMAスーパークロスも開催される。

## 概要

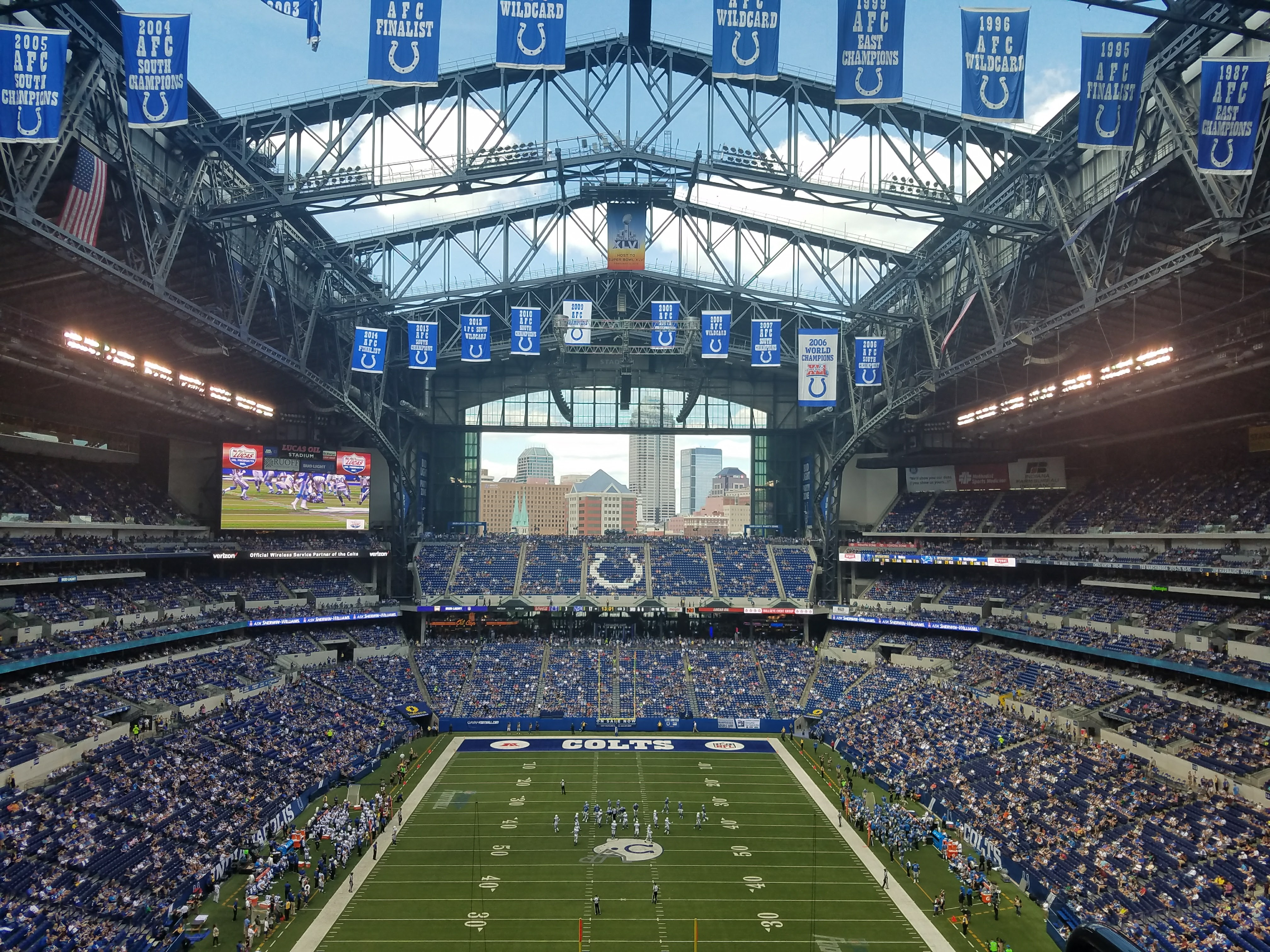
スタジアム内部（2017年）

当初は「インディアナ・スタジアム」と名付けられる予定だったが、ルーカス・オイルが命名権を取得した。
同スタジアムの収容人数は63,000名で、スーパーボウル開催の基準に満たしており、2012年に第46回スーパーボウルが同地で開催された。
（ニューヨーク・ジャイアンツがニューイングランド・ペイトリオッツを下し、4度目のスーパーボウル優勝を決めた。MVPはイーライ・マニングが受賞。）
また、2010年にはNCAA男子バスケットボールトーナメントのファイナルフォーが行われ、2015年と2021年の開催も決定している。2008年以降はバンド・オブ・アメリカとドラムコーの大会が行われる。24年パリ大会競泳代表選考会も当地で開催予定
NFLの試合において、屋根の開閉の決定権はホームチームにあり、キックオフの90分前に開閉するかを決める。
毎年2月にはNFLのドラフト候補生を集めたNFLスカウティングコンバインが開催されることでも知られている。
2024年6月、2025年のロイヤルランブル、将来のサマースラム、レッスルマニアが開催されることをWWEから発表された。

## 歴史
- 2008年8月16日、開場。
- 2008年8月22日、こけら落としとなるノーブルズビル高校対フィッシャーズ高校によるハイスクール・フットボールが開催された。
- 2008年8月24日、プレシーズンゲームとして、インディアナポリス・コルツ対バッファロー・ビルズが開催され、20 - 7でビルズが勝利。
- 2008年9月7日、初のNFL公式戦となる、コルツ対シカゴ・ベアーズが開催され、29 - 13でベアーズが勝利。
- 2008年9月13日、初のコンサートとなる、ケニー・チェズニーのライブが開催され50,528人を動員した。
- 2012年2月5日、第46回スーパーボウルとして、ニューヨーク・ジャイアンツ対ニューイングランド・ペイトリオッツが開催され、21 - 17でジャイアンツが優勝。
- 2013年8月1日、インターナショナル・チャンピオンズ・カップ 2013として、チェルシー対インテルが開催され、2 - 0でチェルシーが勝利。